# Loïck Luypaert
Loïck Luypaert (19 de agosto de 1991) é um jogador de hóquei sobre a grama belga, medalhista olímpico.

## Carreira
Loïck Luypaert integrou o elenco da Seleção Belga de Hóquei Sobre Grama, nas Olimpíadas de 2016, conquistando a medalha de prata. Nos Jogos Olímpicos de Verão de 2020, consagrou-se campeão e conseguiu a medalha de ouro.